# Bystrá (přítok Osturnianského potoka)
Bystrá je potok v Zamaguří, na území okresu Kežmarok, je to pravostranný přítok Osturnianského potoka a má délku 6 km.

## Tok
Stéká zpod hlavního hřebene Spišské Magury, kde pramení v podcelku Repiský na jihovýchodním úpatí vrchu Repiský v nadmořské výšce kolem 1055 m. Teče na sever, zleva přibírá Kobylianku a v Osturnianské brázdě na území obce Osturňa se v nadmořské výšce cca 715 m vlévá do Osturninanského potoka.
Údolím potoka vede turistická trasa (zelená značka) a cyklostezka z Osturne do Ždiar.